# Modra kapica in začarani volk
Modra kapica in začarani volk je pravljica slovenske pisateljice Branke Jurca.

## Vsebina
Glavna književna oseba je Modra kapica, ki ji mati naroči, naj obišče bolnega dedka in mu nese malo vina, košček potice in cigarete. Modra kapica se odpravi čez travnik. Medtem ko nabira marjetice za dedka, se ji približa volk. Modra kapica se volka ne ustraši, ampak ga začara. Obljubiti ji mora, da ne bo nikoli več požrl nobene Rdeče kapice. Modra kapica se nato odpravi k dedku in mu pripoveduje, kako je hudobnega volka začarala v krotkega. Na koncu se skupaj pogostita z vsemi dobrotami. 
- Čas dogajanja: konec meseca maja
- Kraj dogajanja: hiša, kjer živi Modra kapica, travnik, dedkova hiša
- Glavna književna oseba: Modra kapica
- Stranske književne osebe: mati, dedek, volk